# El Parrón (métro de Santiago)
El Parrón est une station de la Ligne 2 du métro de Santiago, dans la commune de La Cisterna.

## Histoire
La station est ouverte depuis 2004. Son nom vient est parce qu'il est situé à l'intersection de la Gran Avenida avec l'avenue El Parrón est situé juste au-dessus de la station.